# Гутурама тринідадська
Гутура́ма тринідадська (Euphonia trinitatis) — вид горобцеподібних птахів родини в'юркових (Fringillidae). Мешкає в Південній Америці.

## Опис
Довжина птаха становить 9,7-11 см, вага 8,8-14 г. Виду притаманний статевий диморфізм. У самців голова, горло, спина, крила і хвіст синювато-чорні з металевим відблиском. Лоб і тім'я жовте, груди і живіт золотисто-жовті, гузка білувато-жовті. У самиць верхня частина тіла оливково-зелена, нижня частина тіла жовтувато-оливкова, на грудях і животі сіра пляма, нижні покривні пера хвоста яскраво-жовті. Очі темно-карі, дзьоб чорний, знизу біля основи білуватий, лапи сірі.

## Поширення і екологія

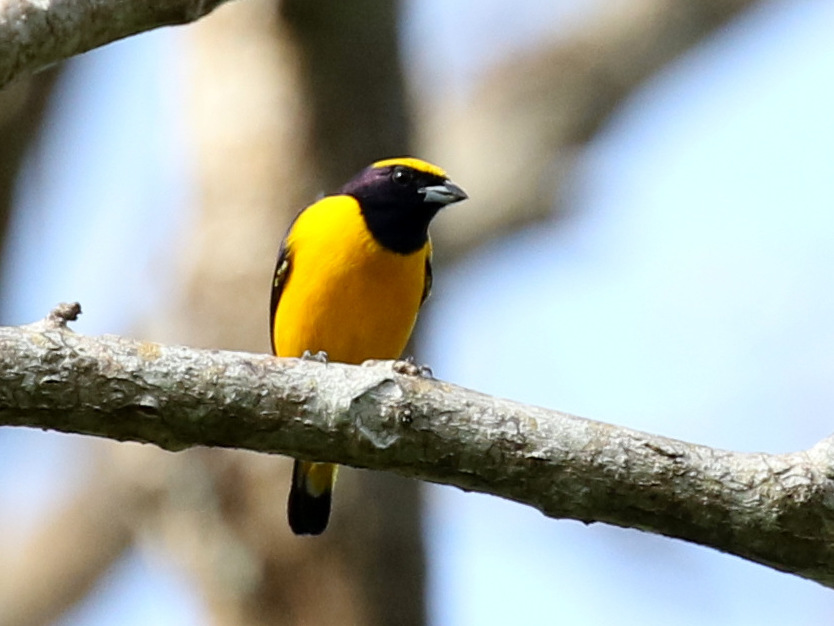
Самець тридідадської гутурами

Тринідадські гутурами мешкають на півночі Колумбії і Венесуели та на острові Тринідад. Вони живуть в сухих і вологих рівнинних тропічних лісах, в рідколіссях, галейних лісах і сухих чагарникових заростях, в саванах і льяносі, на плантаціях, в парках і садах. Зустрічаються парами або невеликими зграйками до 8 птахів, на висоті до 1100 м над рівнем моря. Рідко приєднуються до змішаних зграй птахів. Живляться переважно ягодами омели з родів Loranthus і Phthirusa, а також іншими ягодами і плодами, доповнюють свій раціон дрібними комахами та іншими безхребетними. 
На Тринідаді сезон розмноження триває з січня по квітень, у Колумбії і Венесуелі у квітні. Тринідадські гутурами є моногамними птахами, пара залишається разом протягом всього року. Під час сезон розмноження вони виконують демонстраційні танці: махають крилами і вихилаються зі сторони в сторону, самці демонструють яскраву жовту пляму на голові. Гніздо кулеподібне, будується самицею і самцем. Воно складається з зовнішньої частини, сплетеної з гілочок і рослинних волокон та внутрішної, встеленої мохом, пухом або іншим м'яким матеріалом, розміщується на висоті від 1,5 до 12 м над землею. В кладці 3-4 білих або кремових яйця, поцяткованих бурими плямками, розміром 18×13 мм. Інкубаційний період триває приблизно 2 тижні. Пташенята покидають гніздо через 3 тижні після вилуплення, однак батьки продовжують піклуватися про них ще деякий час. Насиджує лише самиця, за пташенятами доглядають і самиці, і самці.